# Trzęsienie ziemi w Sistanie i Beludżystanie (2013)
Trzęsienie ziemi w Sistanie i Beludżystanie w 2013 roku – trzęsienie ziemi o magnitudzie 7,7, którego epicentrum znajdowało się we wschodniej części Iranu, w ostanie Sistan i Beludżystan oraz zachodniej części Pakistanu. Główny wstrząs nastąpił 16 kwietnia 2013, około godz.15:14 czasu lokalnego. Zarejestrowano również wstrząs wtórny, o magnitudzie 5,7. Do trzęsienia ziemi doszło przez starcie się płyty arabskiej z euroazjatycką.
Agencja Reutera podała, że wstrząsy były odczuwalne w Zatoce Perskiej, a także w Indiach. Liczba ofiar została ograniczona poprzez małe zagęszczenie ludności w rejonie epicentrum i brak dużych miast. Większość osób zginęła na terenie Pakistanu. W najbardziej zniszczonych terenach mieszkańcom pomagają żołnierze i pracownicy formacji paramilitarnych. Swoją pomoc zaoferowali także żołnierze amerykańscy stacjonujący w Iraku.

## Ofiary trzęsienia ziemi
Tabela jest zestawieniem zabitych i rannych w wyniku trzęsienia w poszczególnych krajach.
| Kraj     | Ofiary śmiertelne | Ranni |
| -------- | ----------------- | ----- |
| Pakistan | 35                | 150   |
| Iran     | 1                 | 12    |
| Razem    | 36                | 162   |

- Źródło[1]:.